# Список начальников гидрографической службы России
Начальники гидрографической службы России

## До 1917 года
- Адмирал Г. А. Сарычев 1827—1831 — генерал-гидрограф Управления генерал-гидрографа
- Адмирал светлейший князь А. С. Меншиков 1831—1837 — начальник Главного морского штаба, одновременно руководил Управлением генерал-гидрографа. Генерал-гидрограф при этом не назначался.
- Генерал-лейтенант Ф. Ф. Шуберт 1827—1837 — директор гидрографического депо. С 1831 по 1837 год фактически руководил гидрографической службой в целом.
- Генерал-лейтенант Корпуса флотских штурманов А. Г. Вилламов 1837—1854 — начальник Гидрографического департамента Морского министерства
- Вице-адмирал барон Ф. П. Врангель 1854—1855 — начальник Гидрографического департамента Морского министерства
- Вице-адмирал M. Ф. Рейнеке 1855—1858 — начальник Гидрографического департамента Морского министерства
- Вице-адмирал С. И. Зеленой 1859—1874 — начальник Гидрографического департамента Морского министерства
- Вице-адмирал Г. А. Вевель фон Кригер 1874—1881 — начальник Гидрографического департамента Морского министерства
- Генерал-лейтенант Корпуса флотских штурманов Ф. Ф. Веселаго 1881—1884 — начальник Гидрографического департамента Морского министерства
- Капитан 1 ранга Н. Л. Пущин 1885 — начальник Главного гидрографического управления
- Вице-адмирал Р. И. Баженов 1886—1888 — начальник Главного гидрографического управления
- Генерал-майор Н. Л. Пущин 1888—1889 — начальник Главного гидрографического управления
- Полковник Корпуса флотских штурманов К. И. Михайлов 1889—1891 — исполняющий обязанности начальника Главного гидрографического управления
- Генерал-майор Н. Л. Пущин 1891 — начальник Главного гидрографического управления
- Вице-адмирал П. Н. Назимов 1892—1898 — начальник Главного гидрографического управления
- Генерал-лейтенант Корпуса флотских штурманов К. И. Михайлов 1898—1903 — начальник Главного гидрографического управления
- Вице-адмирал Я. А. Гильтебрандт 1903—1907 — начальник Главного гидрографического управления
- Генерал корпуса гидрографов А. И. Вилькицкий 1907—1913 — начальник Главного гидрографического управления
- Генерал корпуса гидрографов М. Е. Жданко 1913—1917 — начальник Главного гидрографического управления

## После 1917 года
- Генерал-лейтенант Корпуса гидрографов Е. Л. Бялокоз 1917—1919
- П. В. Мессер 1920—1922
- С. П. Блинов 1922—1925
- М. В. Викторов 1925—1926
- С. П. Блинов 1926—1928
- И. Б. Разгон 1928—1932 — начальник и комиссар Гидрографического управления
- Инженер-флагман 3 ранга В. В. Васильев 1932—1937
- Инженер-флагман 3 ранга Горбунов, Николай Иванович 1937—1939
- Контр-адмирал Я. Я. Лапушкин 1939—1947
- Контр-адмирал М. Д. Куликов 1947—1948
- Адмирал В. Ф. Трибуц 1949—1952
- Адмирал П. С. Абанькин 1952—1958
- Вице-адмирал В. А. Чекуров 1958—1963
- Адмирал А. И. Рассохо 1963—1985
- Адмирал  А. П. Михайловский[1] 1985—1988
- Вице-адмирал  Ю. И. Жеглов 1988—1994
- Адмирал А. А. Комарицын 1994—2006
- Контр-адмирал С. В. Козлов 2006—2010
- Капитан 1 ранга в отставке А. В. Шеметов 2010—2013
- Капитан 1 ранга С. В. Травин 2013—2019
- Капитан 1 ранга К. С. Сперанский (с 2020)